# Тимашев, Сергей Михайлович
Сергей Михайлович Тимашев (16 (28) января 1866, Уфа, Российская империя — 27 ноября 1922, Томск, РСФСР) — русский терапевт и педиатр, доктор медицинских наук, профессор Томского университета.

## Биография
Родился 16 января 1866 года в Уфе, в семье священника. Окончил Уфимское духовное училище. С 1881 по 1887 год обучался в Уфимской духовной семинарии. В 1888 году поступил на медицинский факультет Томского университета, и в 1893 году окончил его со степенью лекаря с отличием.
В 1894 году был назначен ординатором госпитальной терапевтической клиники. В 1895 году командирован в Санкт-Петербург в Институт экспериментальной медицины. С января 1896 года — на должности сверхштатного ординатора при факультетской детской клинике. В том же году защитил в Томском университете диссертацию «Вторичные заражения при туберкулезе легких» и получил степень доктора медицины.
В 1897 году был назначен приват-доцентом по кафедре детских болезней Томского университета. В 1901 году стал экстраординарным, а в 1907 году — ординарным профессором по той же кафедре. Возглавлял эту кафедру до своей смерти.
Заведовал детской клиникой, неоднократно поднимал вопрос о строительстве нового корпуса. По его инициативе в Томске были открыты первые детские ясли. В 1902 году организовал общество «Ясли». Автор работ по педиатрии, в частности о лечении инфекционных болезней.